# Топоров, Адриан Митрофанович
Адриа́н Митрофа́нович То́поров (24 августа [5 сентября] 1891 — 23 июля 1984) — советский писатель, литературный критик и публицист, просветитель, учитель, эсперантист. Автор книги «Крестьяне о писателях» (1930).

## Биография
А. М. Топоров родился 24 августа (5 сентября) 1891 года в бедной крестьянской семье в селе Стойло (в 1960-е годы вошло в состав Старого Оскола). В 1908 году окончил Каплинскую второклассную учительскую школу (с 1954 года Белгородская область).
Просветительская работа Топорова началась в Курской губернии, далее в Барнауле и в алтайском селе Верх-Жилинское. В 1920 году он стал организатором коммуны «Майское утро», создал здесь школу, библиотеку, народный театр, краеведческий музей, хор и оркестр. Делегат Первого Всесоюзного съезда учителей (1925), один из лучших селькоров СССР.
Из-за запрета местных властей на работу в 1932 году переехал в Очёр (Пермский край), далее в Раменское (Московская область).
В 1937 году Топоров был арестован по ложному обвинению (статья 58 Уголовного кодекса РСФСР), отбывал наказание в исправительно-трудовых лагерях ГУЛага, был в ссылке в Татарстане и в Казахстане. Реабилитирован в 1958 году.
В 1949 году поселился в Николаеве, где продолжил заниматься литературной и общественной деятельностью.
Его имя стало вновь популярным в 1961 году, когда в космос полетел Герман Титов, который называл его «духовным дедом», поскольку родители космонавта были учениками Топорова в коммуне «Майское утро».
В 1964 году в переписке с Титовым Топоров предсказал великое будущее писателю Александру Солженицыну.
В 1980 году А. М.Топоров был принят в члены Союза писателей СССР.

В Николаеве А.М.Топоровым были написаны: «Воспоминания», «Я — учитель», «Мозаика» — книги о его жизни, о людях, с которыми встречался. Он был активным автором газеты «Южная правда» — одной из старейших газет Николаевщины. 
«6-го сентября 1970 г. мне исполнилось 79 лет. Из них – 63 года я – солдат культурно-просветительного фронта. По совместительству 33 года я отдал школе, 62 – культпросвету, 60 - литературе.  Перебираю пожелтевшие страницы газет и журналов, рукописей, писем… И былое встаёт перед глазами. Чем дальше по годам, тем ярче. Были очень трудные дни, были тяжкие испытания, были и радости непомерные. Но слишком долгая моя жизнь, чтобы вспоминать её всю. Работал, писал, воевал с несправедливостью, учил прекрасных детей. Был и остался учителем. Привык гордиться тем, что я – учитель. Быть долгожителем трудно. Но интересно. Целый век поворачивается пред тобой, множество картин, встреч, лиц, десятки школьных выпусков. Ребятишки, которых учил ты по букварю, приводят в класс своих детей, а там и внуков. И что же, опять все сызнова? Нет, всякий раз по-новому… Интересное это занятие – жить на земле!» — Топоров Адриан Митрофанович, «Интересное это занятие – жить на земле (Из воспоминаний)».
Похоронен в «почетном секторе» николаевского городского кладбища у с.Мешково-Погорелово.
В 2000 году был назван горожанами в числе десяти самых выдающихся николаевцев XX века, наряду с адмиралом С. О. Макаровым, видным деятелем украинской культуры и просвещения Н. Н. Аркасом и поэтом М. С. Лисянским.

## Семья
- Жена (с 1917 г.) — Мария Игнатьевна Топорова (урож. Кирнасова; 1895, Барнаул—1973, Николаев). Участница Великой Отечественной войны — в действующей армии с 1 июля 1942 года. Дошла с советскими войсками до Берлина и Вены. Уволена из армии 4 мая 1948 года. Награждена медалью «За победу над Германией в Великой Отечественной войне 1941—1945 гг.».
- Сын — Юрий Адрианович Топоров (1918, Верх-Жилино—1975, Николаев), участник Великой Отечественной войны, награжден орденом Красной Звезды; инженер.
  - Внук — Владимир Юрьевич Топоров (1952—2003)[5], альтист ГАСО им. Светланова. Жена внука — Светлана Степченко, их сын, правнук А. М.Топорова — Степан (г.р.1991).
- Сын — Герман Адрианович Топоров (1920, Верх-Жилино—1993, Николаев), участник Великой Отечественной войны, награжден орденом Славы III степени, медалями «За оборону Москвы» и «За победу над Германией в Великой Отечественной войне 1941—1945 гг.»; выпускник МИИТ, инженер и архитектор, подготовивший книгу об отце «О чём рассказал архив» (2007)
  - Внук — Игорь Германович Топоров (род. 1954), выпустил книгу «Адриан Топоров. Воспоминания о деде» (2010)

## Творчество
С 1920 по 1932 год Топоров читал коммунарам «Майского утра» произведения зарубежных и советских писателей. Их обсуждали, о них спорили. На основе этого материала Топоров написал книгу «Крестьяне о писателях» (1930), после чего имя автора стало известным в СССР и за его пределами (США, Австралия, Швейцария, Польша и т. д.). Выход книги в разные годы приветствовали:
- Максим Горький,
- Вересаев В. В.,
- Зазубрин В. Я.,
- Вяткин Г. А.,
- Пермитин Е. Н.,
- Луначарский А. В.,
- Рубакин Н. А.,
- Бицилли П. М.,
- Твардовский А. Т.,
- Исаковский М. В.,
- Залыгин С. П.,
- Игрунов Н. С.,
- Сухомлинский В. А.
- и другие.

В то же время часть писателей и литературных критиков (Беккер М. И., Панфёров Ф. И., Павлов Г. П., Высоцкий А. В. и др.) её не приняли .
Топоров — автор книг:
- «Воспоминания» (1970, 2010, 2021),
- «Я — учитель» (1980, 2024),
- «Однажды и на всю жизнь» (1980),
- «Мозаика» (1985, 2013, 2021),
- «Интересное это занятие — жить на земле!: воспоминания» (2015),
- «Мозаика-2» (2020)
- и др.

Творческим наследием А. М. Топорова занимался его сын Герман Адрианович Топоров (1920—1993), инженер и архитектор, подготовивший книгу о своём отце «О чём рассказал архив», увидевшую свет в 2007 году. Позже эту работу продолжил его внук Игорь Германович Топоров (1954), выпустивший в 2010 году книгу «Адриан Топоров. Воспоминания о деде».

## Оценки
Аграновский А. А., писатель, журналист: 
«Не тем славен Адриан Топоров, что однажды виделся с космонавтом, и не тем даже, что учил его родителей, — всё это случай, могло его и не быть. Топоров сам по себе величина, огромное культурное явление».
Аграновский А. Д., журналист: 
«Белинские в лаптях! Невероятно, но факт. В сибирской глуши есть хуторок, жители которого прочли огромную часть иностранной и русской классической и новейшей литературы. Не только прочли, а имеют о каждой книге суждение, разбираются в литературных направлениях, зло ругают одних авторов, одни книги, отметая их, как ненужный вредный сор, и горячо хвалят и превозносят других авторов, словом, являются не только активными читателями, но строгими критиками и ценителями».
Бицилли П. М., русский историк, литературовед и философ: 
«Твердое знание замечательной книги Топорова следовало бы признать обязательным для каждого преподавателя русского языка и истории русской литературы. Из этой книги каждый хоть несколько вдумчивый преподаватель узнает от „простых мужиков“, что такое подлинный разбор литературных памятников и выучится у Топорова, как надо поступать, чтобы не убивать в учащихся способности непосредственного художественного восприятия». (О книге А. М. Топорова «Крестьяне о писателях»).
Вересаев В. В., писатель: 
«Дело небывалое и любопытное. Я, по крайней мере, не знаю подобного эксперимента во всей русской и зарубежной литературе… Непременно продолжайте. Это настоящий нелицеприятный суд над нашим братом». (О книге А. М. Топорова «Крестьяне о писателях»).

Глотов В. В., публицист: 
«А ведь спустя десятилетия мы можем с уверенностью сказать: в лице А. М. Топорова мы имели по существу первого советского просветителя, причём такого масштаба, превзойти который не удалось никому».
Максим Горький: 
«Пошлите мне Вашу книгу „Два мира“; интереснейшую беседу слушателей о ней я читал, захлёбываясь от удовольствия». (Из письма писателю В. Я. Зазубрину). «Эта книга была прочитана в Сибири перед собраниями рабочих и крестьян. Суждения, собранные о ней, стенографически записаны и были опубликованы в журнале „Сибирские огни“. Это весьма ценные суждения, это подлинный „глас народа“». (Из предисловия к пятому изданию романа В. Я. Зазубрина «Два мира»).

Файл: Памятная надпись поэта Твардовского А. Т. Топорову А. М. на книге «Василий Тёркин», 1964

Зазубрин В. Я., писатель: 
«Узнал, что Максим Горький выдвигает Вас одним из редакторов лит.-худ. журнала для колхозников. На днях получите предложение — приехать в Москву для переговоров. Советую принять это предложение. Алек[сей] М[аксимович] очень Вас ценит и хочет с Вами познакомиться, чтоб Вам дать более широкое поле для продолжения Ваших занятий».
Залыгин С. П., писатель, общественный деятель: 
«Это удивительная книга. Держишь её в руках, как драгоценность, как кладезь человеческих ценностей, как памятник. Вся её история — совершенно реальные факты и приметы нашей жизни, переплелись здесь так, словно кто-то задался целью удивить и поразить вас». (О книге А. М. Топорова «Крестьяне о писателях»).
Игрунов Н. С., писатель, общественный деятель: 
«Существует такая притча. Сократа, идущего с учеником, встречает проститутка. „Вот ты, — обращается к нему, — потратил годы, чтобы он пошел за тобою, а мне стоит только поманить его, и он пойдет за мной“. — „Что же тут удивительного? — сказал мудрец. — Ты зовёшь его вниз, а я — вверх“. Топоров знал, что делал: он звал народ вверх! И в этом всем нам наука».
Исаковский М. В., поэт: 
«Книгу Вашу я знаю давно… Продолжать то, что Вы начали, продолжать пусть в несколько иной форме, но всё же продолжать, — по-моему, совершенно необходимо. И я надеюсь, что продолжатели найдутся». (О книге А. М. Топорова «Крестьяне о писателях»).
Рубакин Н. А., писатель и ученый-библиограф: 
«Ваша замечательная книга особенно ценна её внутренней честностью. Потому она и особенно поучительна. Она откроет глаза многим и многим на настоящую роль и значение и на социальное назначение литературы… С каждой страницы Вашей книги так и прёт, так и сияет Ваша любовь к человеку, к читателю, да и их любовь и доверие к Вам просто-таки очаровывают». (О книге А. М. Топорова «Крестьяне о писателях»).
Сухомлинский В. А., педагог, писатель: 
«Я хорошо помню книгу А. М. Топорова ещё по довоенному изданию. Всё, о чём он рассказал в своей книге и что делал в своём селе, всегда казалось мне изумительным, необычным… Когда читаешь высказывания крестьян о величайших художниках, чувствуется прикосновение к правде, к жизни… Настоящая сельская школа всегда была и есть очагом мысли, культуры. Учитель никогда не может ограничиваться уроком. Подлинный педагог является искрой, зажигающей в человеческих сердцах любовь к прекрасному». (О книге А. М. Топорова «Крестьяне о писателях»).
Титов Г. С., космонавт: 
«Топоров — истинный учитель, я бы даже сказал, просветитель в самом высоком смысле этого слова. Его имя с детства было для меня памятным — так часто говорили о нём в моем родном селе… Для меня Топоров и сегодня остается олицетворением лучших черт, которые мы вкладываем в высокое понятие Учитель».
Шеваров Д. Г., литератор: 
«Русские подвижники… Если бы вышла в свет энциклопедия с таким названием, то она не могла бы обойтись без имени Адриана Митрофановича Топорова».

## Память

Мемориальная доска в честь Топорова А. М., Николаев, 2009

Имя Топорова упомянуто в энциклопедиях, словарях, о нём написаны книги, сняты фильмы.
Личные фонды Топорова имеются в Институте мировой литературы имени А. М. Горького РАН, государственных архивах Белгорода, Старого Оскола, Новосибирска, Барнаула, Николаева, а также в музеях Москвы, Санкт-Петербурга, Белгорода, Старого Оскола, Тулы, Омска, Николаева, Алтайского края и Пермского края.
В Барнауле, селе Верх-Жилино Косихинского района Алтайского края и в Николаеве в честь Топорова открыты мемориальные доски.
Именем Топорова названы улица и школа в районном центре Косиха (Алтайский край), библиотека в селе Песчанка Старооскольского района Белгородской области.
В декабре 2017 года на сцене Томского областного театра юного зрителя состоялась премьера спектакля «Крестьяне о писателях. Житие учителя в трёх действиях» (автор — А. Топоров, режиссёр Дмитрий Егоров), посвящённого судьбе коммуны «Майское утро» и самого Адриана Топорова.
В июле 2019 года Алтайский краевой институт повышения квалификации работников образования был переименован в Алтайский институт развития образования имени Адриана Митрофановича Топорова (АИРО им. А. М. Топорова).
15—16 декабря 2020 года Институт мировой литературы имени А. М. Горького РАН провёл Международную научную конференцию «Читатель в русском литературном процессе XX века. К 90-летию выхода книги А. М. Топорова „Крестьяне о писателях“».
В мае 2021 года педагог Кущова Т. А. защитила диссертацию в Николаевском национальном университете имени В. А. Сухомлинского и получила научную степень кандидата педагогических наук (доктора философии). Тема ее исследования: «Педагогическое наследие и общественно-просветительская деятельность Адриана Митрофановича Топорова (1915—1984 годы)».[значимость факта?]
Топоровские чтения проводятся в Белгороде, Николаеве и в Алтайском крае.
В ряде педагогических учебных заведений Украины и России изучается опыт учительской деятельности Топорова, а школа коммуны «Майское утро» иногда сравнивается с яснополянской школой Толстого.

## Библиография

Обложка книги Топорова А. М. «Крестьяне о писателях» (М. : Госиздат, 1930)